# Waltraud Kaufmann
Waltraud Kaufmann   (Brockau, 10 de març de 1942), de casada Waltraud Pöhlitz, és una atleta alemanya, ja retirada, especialista en curses de mig fons, que va competir sota bandera de la República Democràtica Alemanya durant la dècada de 1960.
El 1964 va prendre part en els Jocs Olímpics d'Estiu de Tòquio on quedà eliminada en sèries en la cursa dels 800 metres del programa d'atletisme.
En el seu palmarès destaca una medalla de plata en els 800 metres del Campionat d'Europa d'atletisme de 1962. En aquesta cursa va establir un nou rècord de la RDA amb un temps de 2' 05.0". A nivell nacional set campionats de d'Alemanya de l'Est dels 800 metres: quatre a l'aire lliure, el 1962, 1963, 1964 i 1966; i tres en pista coberta, el 1964, 1965 i 1967. El 1967 guanyà el campionat nacional dels 1.500 metres.

## Millors marques
- 400 metres. 54.4 " (1963)
- 800 metres. 2' 04.8" (1967)[1][7]